# Joseph Willebrand
Joseph Ignaz Willebrand (* 3. April 1829 in Ennigerloh; †  16. Juni 1922 in Warendorf) war Mitglied des Preußischen Abgeordnetenhauses.

## Leben
Er besuchte das Gymnasium Paulinum (Münster). Er begann nach dem Abitur an der Rheinischen Friedrich-Wilhelms-Universität Rechtswissenschaft zu studieren und wurde 1849 im Corps Saxonia Bonn recipiert. Als Inaktiver wechselte er an die Ludwig-Maximilians-Universität München und die Friedrich-Wilhelms-Universität zu Berlin. Nach dem ersten Examen trat er in den preußischen Justizdienst. Im Jahr 1851 wurde er zum Auskulator ernannt. 1858 war er Referendar und ab 1856 Gerichtsassessor. Zwischen 1861 und 1875 war er Kreisrichter in Oelde. Danach war er bis 1894 Kreis- beziehungsweise Amtsrichter in Warendorf. Er hat als Landwehroffizier den Krieg von 1866 mitgemacht.
Er war Mitglied der Deutschen Zentrumspartei und wurde 1892 als Nachfolger des zurückgetretenen Hubert Pellengahr Abgeordneter des Wahlkreises 205 (Münster 5: Warendorf-Beckum-Lüdinghausen) bis 1908 im Preußischen Abgeordnetenhaus.
Seine Tochter Clara (verh. Schmidt, 1874–1949) war führend im Katholischen Frauenbund Deutschlands.